# John Ricard
```

```

John Huston Ricard SSJ (ur. 29 lutego 1940 w New Roads, Luizjana) – afroamerykański duchowny katolicki, biskup Pensacola-Tallahassee w latach 1997-2011.

## Życiorys
Przyszedł na świat w rodzinie kreolskiej. Ukończył St. Joseph Seminary w Waszyngtonie. Święcenia kapłańskie otrzymał 25 maja 1968 w zgromadzeniu Józefitów Najświętszego Serca (amerykański zakon pracujący wśród czarnej ludności). Pracował duszpastersko początkowo w Nowym Orleanie (tam ukończył jednocześnie Tulane University), a następnie w stolicy kraju, gdzie w 1984 roku uzyskał doktorat z filozofii na Katolickim Uniwersytecie Ameryki.
25 maja 1984 papież Jan Paweł II mianował go biskupem pomocniczym archidiecezji Baltimore ze stolicą tytularną Rucuma. Sakry udzielił mu abp William Borders. 
20 stycznia 1997 mianowany ordynariuszem diecezji Pensacola-Tallahassee na Florydzie. 22 grudnia 2009 przeszedł udar mózgu i z tego powodu w lutym 2011 złożył rezygnację na ręce Benedykta XVI. Została ona przyjęta miesiąc później - 11 marca 2011. 
Od czerwca 2011 bp Ricard pełni funkcję rektora seminarium swego zgromadzenia w Waszyngtonie.